# Vassili Arkhipov
Pour les articles homonymes, voir Arkhipov.
Vassili Aleksandrovitch Arkhipov (en russe : Василий Александрович Архипов) est un officier de la marine soviétique, né le 30 janvier 1926 à Zvorkovo et mort le 19 août 1998 à Staraïa Koupavna. Pendant la crise des missiles de Cuba, il s'opposa à l'envoi d'une torpille à tête nucléaire contre un navire américain, évitant au monde une guerre nucléaire.

## Jeunesse
Vassili Arkhipov est né le 30 janvier 1926 à Zvorkovo, dans l'oblast de Moscou, de parents paysans.
Il étudie à la fin de la Seconde Guerre mondiale à l'École navale du Pacifique et, du fait de la déclaration de guerre de l'URSS contre le Japon le 8 août 1945, il participe aux opérations soviétiques en tant que « capitaine-stagiaire ».
À la fin de la guerre, il entre à l'École navale supérieure de la Caspienne, à Bakou, dont il sort diplômé en 1947.

## Officier de la Marine soviétique
Il sert dans la Marine soviétique au poste d'officier sous-marinier, dans les flottes du Nord, de la Baltique et de la mer Noire.

### Accident duK-19

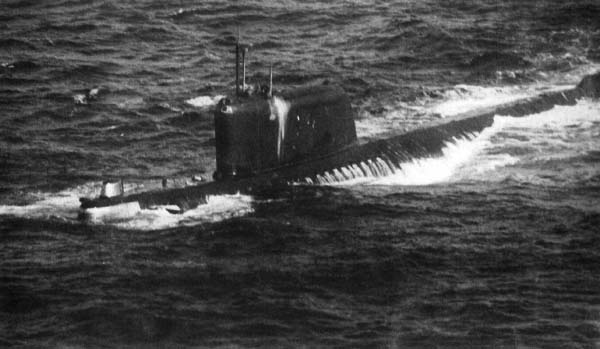
Le sous-marin K-19. Photo prise par un hélicoptère de l'US Navy en février 1972.

En juillet 1961, Vassili Arkhipov fait partie des officiers du sous-marin K-19. Le 4 juillet, une fuite dans le circuit de refroidissement fait craindre une explosion du réacteur atomique. Plusieurs officiers, voulant abandonner le vaisseau et se réfugier sur l'île Jan Mayen, s'opposent alors au commandant Nikolaï Zateyev. Afin d'éviter une émeute et une mutinerie, le commandant ordonne à un officier resté fidèle de jeter toutes les armes à la mer et de n'en garder que pour lui-même et les 4 autres officiers fidèles alors que le navire fait route vers les eaux soviétiques. Vassili Arkhipov fait partie de ces officiers fidèles. Lors de cet accident, il reçoit, comme tout l'équipage, une dose de rayonnement radioactif.

### La crise des missiles de Cuba
En décembre 1961, Vassili Arkhipov est nommé officier à la 69e brigade de la Flotte du Nord. Le 1er octobre 1962, dans le cadre de l'opération Anadyr lors de la crise des missiles de Cuba, il est envoyé avec un équipage à Cuba, à bord du sous-marin B-59, équipé d'une torpille nucléaire.
Peu avant le départ du B-59, Vassili Arkhipov avait demandé à son supérieur, l'amiral Vladimir Fokhine, dans quel cas utiliser l'arme nucléaire. La réponse n'avait pas été très claire, le sous-marin devait utiliser son arme nucléaire en cas de dommages qui lui seraient portés (trou dans la coque) ou sur ordre spécial de Moscou.
D'après Thomas Blanton, directeur de la National Security Archive, Vassili Arkhipov a « sauvé le monde » en s'opposant à ce que le sous-marin soviétique réplique aux bombardements d'un navire de guerre américain, demandant d'attendre les instructions de Moscou avant de lancer une attaque nucléaire.
En 2002, Vladimir Issatchenkov présente la version d'un autre officier présent, Vadim Orlov, moins dramatique et affirmant que seul le commandant, ayant perdu son sang-froid, tenait à lancer l'ogive nucléaire pendant que les autres officiers, dont Vassili Arkhipov, tentaient de le calmer.

### Fin de carrière
Vassili Arkhipov conserve son poste après la crise des missiles. En novembre 1964, il est nommé commandant puis est affecté, avec le même grade, à la 37e brigade de sous-marins. En 1975, il est fait kontr-admiral et est nommé à la tête de l'École navale de la Caspienne.
Le 10 février 1981, il est élevé au rang de vitse-admiral et prend sa retraite en novembre 1985.

## Dernières années et hommages
Retraité de l'armée, il vivait dans l'Oblast de Moscou, à l'est de la capitale russe, à Staraïa Koupavna, où il meurt en 1998 et où il est enterré.